# FBI (série télévisée)
Pour les articles homonymes, voir FBI (homonymie).
FBI: Most Wanted
FBI: International
FBI: CIA
FBI est une série télévisée américaine créée par Dick Wolf et Craig Turk, diffusée depuis le 25 septembre 2018 sur le réseau CBS et en simultané sur le réseau Global au Canada.
Au Québec, la série est diffusée à partir du 27 août 2019 à Séries+, en France, depuis le 8 octobre 2019 sur Série Club et en clair à partir du 9 janvier 2020 sur M6 et à partir du 8 juillet 2021 sur W9; en Belgique depuis le 15 octobre 2019 sur RTL TVI, et en Suisse depuis le 24 novembre 2019 sur RTS 1[réf. souhaitée]. En Côte d'Ivoire, la série est diffusée depuis le 30 juin 2020 sur Life TV.
Il s'agit de la première série de la franchise FBI de Dick Wolf, qui se poursuit avec FBI: Most Wanted, FBI: International et FBI: CIA.
La série se concentre sur le fonctionnement interne du bureau de New York du Federal Bureau of Investigation (FBI). Cette unité d'élite met à profit tous ses talents, son intelligence et son expérience technique sur les grands dossiers afin de garantir la sécurité de New York et du pays.

## Synopsis
Née dans une famille multigénérationnelle d'application de la loi, l'agent spécial du FBI Maggie Bell s'engage profondément envers les personnes avec lesquelles elle travaille ainsi que celles qu'elle protège. Son partenaire est l'agent spécial Omar Adom « O. A. » Zidan, un diplômé de West Point à Bushwick, Brooklyn (en) qui a passé deux ans sous couverture pour la DEA avant d'être sélectionné par le FBI. Il est supervisé par l'agent spécial responsable Dana Mosier, qui opère sous une pression intense et a une autorité de commandement indéniable. L'équipe comprend également l'agent spécial adjoint responsable Jubal Valentine, le centre névralgique du bureau dont la capacité à interagir facilement avec les supérieurs et les subordonnés en fait un maître motivateur. Kristen Chazal est la ressource la plus appréciée de l'équipe, une brillante analyste recrutée directement à la sortie de l'université qui peut reconstituer la situation dans son ensemble plus rapidement que quiconque.
Ces agents de premier ordre enquêtent avec ténacité sur des cas tels que le terrorisme, le crime organisé et le contre-espionnage.

## Distribution

### Acteurs principaux
- Missy Peregrym (VF : Stéphanie Hédin) : Maggie Bell, agent spécial
- Zeeko Zaki (VF : Jim Redler) : Omar Adom « OA » Zidan, agent spécial
- Jeremy Sisto (VF : Maurice Decoster) : Jubal Valentine, agent spécial et responsable adjoint du centre de liaison des opérations du FBI
- Alana de la Garza (VF : Chantal Baroin) : Isobel Castile, agent spécial en charge adjoint (depuis la saison 2, invitée saison 1)
- John Boyd (VF : Yoann Sover) : Stuart Scola (depuis la saison 2)
- Lisette Olivera : Sydney "Syd" Ortiz (depuis la saison 7)

### Anciens acteurs principaux
- Sela Ward (VF : Céline Monsarrat) : Dana Mosier, agent spécial adjoint chargée et responsable du centre de liaison des opérations du FBI (saison 1)
- Ebonée Noel (en) (VF : Laetitia Laburthe) : Kristen Chazal, agent spécial et analyste (saisons 1 et 2)
- Katherine Renee Turner (VF : Alice Taurand) : Tiffany Wallace, agent spécial (saison 3 à 6, invitée saison 7)

### Acteurs récurrents et invités
- Connie Nielsen (VF : Françoise Cadol) : Ellen Solberg (pilote)
- Nina Lisandrello (en) (VF : Sophie Riffont) : Eve Nettles (saison 1)
- Rodney Richardson : Ray Stapleton (saison 1)
- Derek Hedlund : Agent spécial JT
- James Chen (VF : Stéphane Fourreau) : Ian Lim
- Thomas Phillip O'Neil (VF : Fabrice Josso) : Dr Neil Mosbach
- Matthew Lillard (VF : Boris Rehlinger) : Tommy Gilman (saison 1, épisode 18)[9],[10]
- Peter Facinelli : Mike Venutti (saison 1, épisode 18)[9],[11]
- Catherine Haena Kim (VF : Geneviève Doang) : Agent Emily Ryder (depuis saison 2)
- Taylor Anthony Miller : Kelly Moran (depuis saison 2)
- Roshawn Franklin (VF : Jérémie Bedrune) : Trevor Hobbs (depuis saison 2)
- Vedette Lim : Elise Taylor (depuis saison 2)
- Josh Segarra : Nestor Vertiz, un agent spécial du FBI (saison 3)
- David Zayas : Antonio Vargas, le baron de la drogue le plus célèbre du monde et chef du cartel de Durango (saisons 3-4)
- Kathleen Munroe : Rina Trenholm, directrice adjointe du FBI en charge du bureau de New York (saisons 3 et 4)
- Yasmine Aker (VF : Audrey Sourdive) : Mona Nazari (depuis saison 2)
- Piter Marek : Rashid Bashir, agent spécial du FBI en charge de la lutte contre le terrorisme (saison 4)
- Shantel VanSanten (VF : Laura Préjean) : Nina Chase, remplacement de convalescence de Maggie (saisons 4 et 5)
- Mara Davi : Samantha Kelton, l'ex-femme de Jubal Valentine (saisons 1 à 5, 7)

### Invitéscrossovers
De FBI: Most Wanted
- Julian McMahon (VF : Arnaud Arbessier) : Jess LaCroix, agent spécial de supervision du FBI
- Keisha Castle-Hughes (VF : Julie Mouchel) : Hana Gibson, analyste du FBI
- Kellan Lutz (VF : Stéphane Pouplard) : Ken Crosby, agent spécial du FBI
- Roxy Sternberg (VF : Corinne Wellong) : Sheryll Barnes, agent spécial du FBI
- Nathaniel Arcand (VF : Cédric Ingard) : Clinton Skye, agent spécial du FBI
- YaYa Gosselin (VF : Emmylou Homs) : Tali Lacroix, fille de Jess LaCroix

De Chicago P.D.
- Tracy Spiridakos (VF : Olivia Luccioni) : Inspecteur Hailey Upton[12] (saison 2 épisode 19)

De FBI: International
- Luke Kleintank (VF : Thomas Roditi) : Scott Forrester[13]

## Production

### Développement
Les origines de la série remontent à l'été 2016, quand Wolf révèle une idée de nouvelle série policière, tournée à New York et dans le monde du FBI. Elle est à l'origine présentée comme un spin-off de New York, unité spéciale, avec l'introduction d'un agent du FBI. NBC refuse la série, qui est finalement diffusée sur CBS,.
Une première bande-annonce est diffusée le 16 mai 2018,. Le 11 octobre 2018, satisfaite des audiences, CBS commande neuf épisodes supplémentaires, portant la saison à 22 épisodes.
Le 25 janvier 2019, la série est renouvelée pour une deuxième saison.
Le 29 janvier 2019, CBS commande un backdoor pilot pour une série dérivée, FBI: Most Wanted (Most Wanted Criminals), mettant en vedette Julian McMahon, Keisha Castle-Hughes, Alana de la Garza, Roxy Sternberg, Kellan Lutz, et Nathaniel Arcand,,,,,. Ce pilote a été diffusé en tant que 18e épisode de la série le 2 avril.
En raison de la pandémie de Covid-19 aux États-Unis, le tournage des trois derniers épisodes de la saison deux est interrompu. L'épisode 19, Emotional Rescue, sert de finale de la saison 2. CBS n'a pas confirmé si les trois épisodes restants seront diffusés.
En mai 2020, CBS renouvelle la série pour une troisième saison.
Une quatrième saison est commandée le 24 mars 2021.
Le 9 mai 2022, la série est renouvelée pour une cinquième et une sixième saisons.
Le final de la quatrième saison initialement prévu le 24 mai est déprogrammé à la suite de la fusillade d'Uvalde dans une école primaire, au Texas, plus tôt dans la journée.
Le 9 avril 2024, la série est renouvelée pour trois saisons supplémentaires soit jusqu'en 2027.

### Choix des interprètes
Le casting principal a débuté en mars 2018, dans cet ordre : Zeeko Zaki, Connie Nielsen (Ellen), Jeremy Sisto, Ebonée Noel et Missy Peregrym.
Le 16 mai 2018, le jour de la planification de la série pour l'automne 2018, Connie Nielsen, qui a interprété le rôle d'Ellen, un agent spécial du FBI dans le pilote original, a annoncé avoir quitté la série pour des raisons inconnues. À la mi-juillet, Sela Ward décroche un rôle régulier, introduit dans le deuxième épisode. Ward quitte la série à la fin de la première saison.
En juillet 2019, Alana de la Garza, faisant partie de la distribution principale de la série dérivée FBI: Most Wanted, a été mutée à la distribution principale de FBI pour sa deuxième saison. Elle tiendra un rôle récurrent dans la série dérivée. Le mois suivant, il est annoncé que John Boyd fera partie d'un arc de trois épisodes, puis en octobre, il est promu à la distribution principale.
Le 28 août 2020, Katherine Renee Turner décroche un rôle régulier pour la troisième saison.
En avril 2022, Shantel VanSanten est engagée vers la fin de la quatrième saison afin de remplacer Missy Peregrym durant son congé de maternité.
Le 19 août 2024, Katherine Renee Turner annonce qu'elle quittera la série durant la septième saison.

## Épisodes
| Saisons | Saisons | Épisodes | Diffusion originale sur CBS | Diffusion originale sur CBS | Diffusion originale sur CBS |
| Saisons | Saisons | Épisodes | Année                       | Début de saison             | Fin de saison               |
| ------- | ------- | -------- | --------------------------- | --------------------------- | --------------------------- |
|         | 1       | 22       | 2018-2019                   | 25 septembre 2018           | 14 mai 2019                 |
|         | 2       | 19       | 2019-2020                   | 24 septembre 2019           | 31 mars 2020                |
|         | 3       | 15       | 2020-2021                   | 17 novembre 2020            | 25 mai 2021                 |
|         | 4       | 21       | 2021-2022                   | 21 septembre 2021           | 17 mai 2022                 |
|         | 5       | 23       | 2022-2023                   | 20 septembre 2022           | 23 mai 2023                 |
|         | 6       | 13       | 2024                        | 13 février 2024             | 21 mai 2024                 |
|         | 7       | 22       | 2024-2025                   | 15 octobre 2024             | 20 mai 2025                 |

### Première saison (2018-2019)
1. Bombe à retardement (Pilot)
2. L'Oiseau vert (Green Birds)
3. Portées Disparues (Prey)
4. La Traque (Crossfire)
5. Scénario catastrophe (Doomsday)
6. La Rançon (Family Man)
7. Pas d'honneur entre voleurs (Cops and Robbers)
8. Le Jugement Dernier (This Land is Your Land)
9. Sous haute protection (Compromised)
10. Le Dogme de l'armurier (The Armorer's Faith)
11. Dure limite (Identity Crisis)
12. Un nouveau jour (A New Dawn)
13. Le Pacte (Partners in Crime)
14. Meurtres sur commande (Exposed)
15. Des femmes exceptionnelles (Scorched Earth)
16. La Vengeance des invisibles (Invisible)
17. Apex (Apex)
18. Chasse à l'homme (Most Wanted)
→ backdoor pilot pour la nouvelle série dérivée FBI: Most Wanted
19. Conflit d'intérêts (Conflict of Interest)
20. À cœur ouvert (What Lies Beneath)
21. Doubles vies (Appearances)
22. Une affaire personnelle (Closure)

### Deuxième saison (2019-2020)
Cette saison de 19 épisodes est diffusée depuis le 24 septembre 2019.
1. Haine et vengeance (Little Egypt)
2. Derrière l'écran (The Lives of Others)
3. Justice pour personne (American Idol)
4. Les Aveux (An Imperfect Science)
5. Sortie de route (Crossroads)
6. Tu es un homme mort (Outsider)
7. Secret médical (Undisclosed)
8. Nom de code : Ferdinand (Codename: Ferdinand)
9. Patrick Miller a disparu (Salvation)
10. Faute d'attention (Ties That Bind)
11. Répercussions (Fallout)
12. Deepfake (Hard Decisions)
13. Le Prix à payer (Payback)
14. Studio Gangster (Studio Gangster)
15. Opération Mensor (Legacy)
16. La Panic Room (Safe Room)
17. Promesses brisées (Broken Promises)
18. Le Rêve américain (American Dreams) 
→ crossover avec FBI: Most Wanted (saison 1, épisode 9)
19. Une erreur de jeunesse / Sous emprise (Emotional Rescue)
→ visite de Hailey Upton de Chicago P.D.

### Troisième saison (2020-2021)
Cette saison de quinze épisodes est diffusée depuis le 17 novembre 2020.
1. Ne fais confiance à personne (Never Trust a Stranger)
2. Face au doute (Unreasonable Doubt)
3. Coup de bluff (Liar's Poker)
4. Fou d'amour (Crazy Love)
5. Un si lourd secret (Clean Slate)
6. Borderline (Uncovered)
7. Conflit Intérieur (Discord)
8. Principal suspect (Walk the Line)
9. Le Cœur et la raison (Leverage)
10. Le Chien et le rat (Checks and Balances)
11. Frères et sœurs (Brother's Keeper)
12. Au nom du fils (Fathers and Sons)
13. Les Loups de Wall Street (Short Squeeze)
14. L'Effet domino (Trigger Effect)
15. Quinte flush (Straight Flush)

### Quatrième saison (2021-2022)
La saison est diffusée du 21 septembre 2021 au 17 mai 2022.
1. Tout ce qui brille (All That Glitters)
→ crossover avec FBI: Most Wanted (saison 3, épisode 1) et FBI: International (saison 1, épisode 1)
2. Cyberattaque (Hacktivist)
3. Le Club des vétérans (Trauma)
4. Connais-toi toi-même (Know Thyself)
5. Mariage modèle (Charlotte's Web)
6. La Loi du silence (Allegiance)
7. L'Enlèvement (Gone Baby Gone)
8. Pour l'amour d'un frère (Fire and Rain)
9. Pris pour cible (Unfinished Business)
10. Une famille de cœur (Fostered)
11. Le Chagrin d'un père (Grief)
12. Sous pression (Under Pressure)
13. Orgueil et préjugés (Pride and Prejudice)
14. Ambition (Ambition)
15. Les Liens du sang (Scar Tissue)
16. Protection rapprochée (Protective Details)
17. Le Deal (One Night Stand)
18. Prise au piège (Fear Nothing)
19. Démasqué (Face Off)
20. Le Fantôme du passé (Ghost from the Past)
21. L'Indic (Kayla)

### Cinquième saison (2022-2023)
Elle est diffusée depuis le 20 septembre 2022 au 23 mai 2023.
1. Un héros ordinaire (Hero's Journey)
2. Tout ça par amour (Love is Blind)
3. Le Fils prodigue (Prodigal Son)
4. Scènes de crimes (Victim)
5. Esprit de vengeance (Flopped Cop)
6. Kidnapping en direct (Double Bind)
7. Retour musclé (Ready or Not)
8. Les Risques du métier (Into the Fire)
9. Le Fils modèle (Fortunate Son)
10. Une seconde vie (Second Life)
11. Braquage (Heroes)
12. Surmonter ses peurs (Breakdown)
13. Le Protégé (Protégé)
14. L'Argent ne dort jamais (Money for Nothing)
15. Le Virus du mensonge (The Lies We Tell)
16. La Famille d'abord (Family First)
17. Alerte maximale (Imminent Threat - Part Two)
→ Deuxième partie d'un crossover qui débute dans FBI: International (saison 2, épisode 16) et se conclut dans FBI: Most Wanted (saison 4, épisode 16).
18. Danger imminent (Obligation)
19. La Médaille d'honneur (Sins of the Past)
20. Deux sœurs (Sisterhood)
21. Allison Becker a disparu (Privilege)
22. De bonne foi (Torn)
23. Complexe divin (God Complex)

### Sixième saison (2024)
Cette saison de treize épisodes est diffusée du 13 février 2024 au 21 mai 2024.
1. La Rage (All the Rage)
2. Le Temps des remords (Remorse)
3. Chacun reste à sa place (Stay in Your Lane)
4. Créer un monstre (Creating a Monster)
5. Prêt à tout (Sacrifice)
6. Imprévisible (Unforeseen)
7. La Diplomate (Behind the Veil)
8. Incontrôlable (Phantom)
9. Les Diamants bruts (Best Laid Plans)
10. Le Témoin divin (Family Affair)
11. On n'abandonne personne (No One Left Behind)
12. Question de loyauté (Consequences)
13. Le Revenant (Ring of Fire)

### Septième saison (2024-2025)
Note : Pour les informations de renouvellement voir la section Production.
Elle est diffusée depuis le 15 octobre 2024.
1. Abandoned
2. Trusted
3. Détente
4. Doubted
5. Pledges
6. Perfect
7. Monumental
8. Riptide
9. Descent
10. Redoubt
11. Shelter
12. Manhunt
13. Unearth
14. Hitched
15. Acolyte
16. Covered
17. Lineage
18. Blkpill
19. Partner
20. Startup
21. Devoted
22. A New Day

### Huitième saison (2025)
Elle sera diffusée à partir du 13 octobre 2025.

## Crossovers
Depuis le lancement de la série dérivée FBI: Most Wanted, plusieurs acteurs apparaissent dans les deux séries. En 2020, Tracy Spiridakos de la série Chicago P.D. est apparue dans la série.
En 2021, avec le lancement de la nouvelle série de la franchise, un crossover géant a lieu le 21 septembre 2021, commençant dans le 1er épisode la 4e saison de FBI continuant dans le 1er épisode de la 3e saison de FBI: Most Wanted et se terminant par le pilote de la nouvelle série FBI: International.

## Diffusion internationale
- Australie :
- Belgique : RTL-TVI[8]
- Canada : Global[3]
- États-Unis : CBS[1]
- France : Série Club[5], M6[6], W9
- Italie : Rai 2
- Québec : Séries Plus[4]
- Royaume-Uni :
- Suisse : RTS Un

## Audiences

### Aux États-Unis
| Saison | Nombre d'épisodes | Jour et heure de diffusion | Diffusion originale sur CBS | Diffusion originale sur CBS | Année     | Audience moyenne (en millions) | Audience moyenne (en millions) | Audience moyenne (en millions) | Audience moyenne (en millions) |
| Saison | Nombre d'épisodes | Jour et heure de diffusion | Début de saison             | Fin de saison               | Année     | Rang                           | Première                       | Finale                         | Moyenne à J+7                  |
| ------ | ----------------- | -------------------------- | --------------------------- | --------------------------- | --------- | ------------------------------ | ------------------------------ | ------------------------------ | ------------------------------ |
| 1      | 22                | Mardi à 21 h               | 25 septembre 2018           | 14 mai 2019                 | 2018-2019 | 11                             | 10.09                          | 8.56                           | 12.37                          |
| 2      | 19                | Mardi à 21 h               | 24 septembre 2019           | 31 mars 2020                | 2019-2020 | 2                              | 8.83                           | 10.85                          | 12.55                          |
| 3      | 15                | Mardi à 21 h               | 17 novembre 2021            | 24 septembre 2019           | 2020-2021 | 3                              | 8.21                           | 7.08                           | 11.07                          |
| 4      | 22                | Mardi à 20 h               | 21 septembre 2021           | 17 mai 2022                 | 2021-2022 | 4                              | 7.12                           | 7.14                           | 10.29                          |
| 5      | 23                | Mardi à 20 h               | 20 septembre 2022           | 23 mai 2023                 | 2022-2023 | 4                              | 6.81                           | 6.54                           | 9.52                           |
| 6      | 13                | Mardi à 20 h               | 13 février 2024             | 21 mai 2024                 | 2023      | 6                              | 7.70                           | 6.14                           | 8.82                           |
| 7      |                   | Mardi à 20 h               | 15 octobre 2024             |                             | 2024-2025 |                                |                                |                                |                                |

### En France
| Saison | Nombre d'épisodes | Jour et heure de diffusion | Diffusion originale sur M6 | Diffusion originale sur M6 | Année | Audience moyenne | Audience moyenne | Audience moyenne |
| Saison | Nombre d'épisodes | Jour et heure de diffusion | Début de saison            | Fin de saison              | Année | Rang             | Première         | Finale           |
| ------ | ----------------- | -------------------------- | -------------------------- | -------------------------- | ----- | ---------------- | ---------------- | ---------------- |
| 1      | 22                | Jeudi à 21 h 5             | 9 janvier 2020             | 13 février 2020            | 2020  | 4                | 2,77M            | 246K             |

Face aux audiences, les saisons 2 et 3 ne seront pas diffusées sur M6.

### Revue de presse
- Cédric Melon, « Missy Peregrym : J'étais terrorisée par ce rôle. Après six ans au cœur de la brigade canadienne de policiers débutants de Rookie Blue, l'actrice prend du galon et intègre le FBI dans la nouvelle production de Dick Wolf. », Télécâble Sat Hebdo no 1533, SETC, Saint-Cloud, 16 septembre 2019, p. 8,  (ISSN 1630-6511).